# اودن (یوتا)
اودن (به انگلیسی: Ogden) شهری در ایالت یوتا کشور ایالات متحده آمریکا است که جمعیت آن در سرشماری سال ۲۰۱۰ میلادی، ۸۲٬۸۲۵ نفر بوده‌است.